# Mézes Miklós (politikus)
Debreczeni és rettegi Mézes Miklós (Zsira, 1920. szeptember 22. – 2019. március 17.(k. n.)) magyar gazdálkodó, a Demokrata Néppárt volt országgyűlési képviselője, a kanadai magyar közélet szervezője. Ő volt az utolsó demokrata néppárti képviselő.

## Élete

### Ifjúkora és közszereplővé válása
A Mézes család sarjaként a gazdálkodó Mézes József és Maráz Terézia második gyermekeként született. Hárman voltak testvérek. Római katolikus vallásban nevelkedett. Édesapja szülőfalujának, Zsirának elismert polgára volt, községi bírónak, a helyi gazdakör valamint Független Kisgazdapárt elnökének is megválasztották.
Mézes Miklós elemi iskolájába Zsirán járt, majd Szombathelyen tanult tovább, ahol mezőgazdasági szakiskolát végzett el. Tanulmányai végeztével a családi gazdaságban kezdett el dolgozni. Közösségi aktivitását és közéleti érdeklődését a neveltetéséből hozta magával, már tizenévesen kapcsolatba került a katolikus szociális mozgalmakkal. 1938-ban tagja lett a KALOT-nak, 1940-ben a Magyar Dolgozók Országos Hivatásszervezete agrárosztályának országos titkára lett. Ugyanebben az évben elvégezte az érdi KALOT népfőiskolát. Egyik kezdeményezője volt az egyházasfalui Széchenyi Népfőiskolának, amely bár megszakításokkal, de 1949-ig működött (ez volt az egyetlen KALOT intézmény, amely a szervezet 1946-os feloszlatása után is tovább működhetett). A Hangya Szövetkezetnek is tagja volt, és szervezte a zsirai szövetkezet munkáját. 1942 őszén behívták katonának, Kőszegen majd Körmenden szolgált. 1944 júniusában a szovjet frontra került. 1945. június 17-én távbeszélő szakaszparancsnok-helyettesként szerelt le.

### Politikai pályája
Hazatérése után folytatta a gazdálkodást és az aktív közéleti tevékenységet. Belépett a Független Kisgazdapártba, indult az 1945. november 4-i nemzetgyűlési választásokon a párt Győr-Moson és Sopron vármegyei listáján, de nem került be az Országgyűlésbe. Beválasztották viszont Sopron vármegye törvényhatósági bizottságába. 1947 februárjában Kovács Béla letartóztatása miatt kilépett a pártból, és a Demokrata Néppárthoz csatlakozott. Az 1947. augusztus 31-i országgyűlési választásokon már a DNP színeiben indult ugyanazon a megyei listán, és ekkor bekerült a parlamentbe. Mindszenty József esztergomi érsek 1948 karácsonyi börtönbezárásával ellehetetlenült a keresztény elveket valló politizálás lehetősége. 1949 elején a Demokrata Néppárt frakciója megszűnt, több DNP-s vezető és köztük Mézes Miklós is, Nyugatra emigrált.

### Emigrációban
1949 februárjában először Ausztriába majd Svájcba utazott, végül 1951-ben Kanadába települt ki. Csak 1953-ban sikerült családját is kimenekítenie magához. Kezdetben vegyipari munkásként dolgozott majd nyomdát nyitva önálló vállalkozásba kezdett. 1959 és 1961 között ebben a nyomdában állították elő az Egységes Magyarság című folyóiratot. Az anyagi körülmények miatt váltani volt kénytelen és pénzügyi cégnél helyezkedett el. Később nyugdíjba vonulásáig önálló pénz- és adóügyi szakértőként dolgozott.
A közéleti felelősségérzete az emigrálás után is megmaradt. Számos emigráns magyar szervezetnek lett a tagja. 1949 és '51 között a Magyar Mezőgazdasági Érdekvédelmi Szövetség igazgatósági tagja és pénztárosa. 1959-ben, miután belépett a Magyar Nemzeti Bizottmányba, kinevezték annak kanadai tisztviselőjének. Lakóhelyén a helyi római katolikus egyházközség tagja, emellett külön magyar egyházközséget is szervezett. 1960 óta a Kanadai Magyarok Széchenyi Társaságának társelnöke, a Kanadai Magyarok Szövetségének igazgatósági tagja, és az ottani Rákóczi Szövetségben is szerepet vállalt. 1984-ben pedig belépett egy kanadai pártba, a Haladó Konzervatív Pártba(en).

### A rendszerváltás után
A rendszerváltás idején ő is bekapcsolódott a Demokrata Néppárt újjászervezésébe, a Kereszténydemokrata Néppárt megalakításába. Az emigráns DNP képviselőkkel együtt többek között Kovács K. Zoltánnal, Varga Lászlóval és Eszterhás Györggyel együtt levelezésben álltak a párt hazai szervezőivel. Mézes Miklós a KDNP-t az 1990-es és 1994-es kampányban anyagilag is támogatta. 1997-ig a párt intézőbizottsági tagja. A KDNP Barankovics-emlékéremmel ismerte el munkásságát.
1991-ben jelent meg Budapesten fő műve, amelyben visszaemlékezéseit adta közre. (Mézes Miklós: A kalászba szökkenő vetés: Mézes Miklós visszaemlékezései. Budapest: Statiqum. 1991.  ISBN 963-400-681-7 )